# Polyipnus latirastrus
Polyipnus latirastrus és una espècie de peix pertanyent a la família dels esternoptíquids.

## Descripció
- Fa 8,8 cm de llargària màxima.
- Nombre de vèrtebres: 32.[5]

## Hàbitat
És un peix marí i batidemersal que viu entre 696 i 888 m de fondària.

## Distribució geogràfica
Es troba a les costes del mar del Corall al nord-est d'Austràlia.

## Observacions
És inofensiu per als humans.